# УралЗИС-355М
УралЗиС-355М (c 1961 года — Урал-355М) — двухосный грузовой автомобиль средней грузоподъёмности, выпускавшийся в городе Миассе на Уральском автомобильном заводе с 1958 по 1965 год. Всего было выпущено 192 580 экземпляров.

## История
В рамках модификации автомобиля УралЗИС-5 (немного доработанная версия довоенного ЗИС-5), выпускавшегося Уральским автозаводом с 1944 года, планировалось создать новую машину УралЗИС-353.
Работы по проектированию впервые начались в 1947 году, наиболее активно программа начала реализовываться с 1951 года. Планировалось отойти от прежней концепции с «угловатой» кабиной. Однако по техническим причинам новый грузовик не был создан.
Возникли проблемы с созданием кабины новой конструкции, которые удалось решить с помощью конструктора Горьковского автозавода А. А. Липгарта (работавшего в то время на Уральском автомобильном заводе); он предложил установить на новую машину изменённую кабину от грузовика ГАЗ-51 (изготовленную с использованием технологий и оборудования Горьковского автозавода). Эта кабина была разработана для перспективного грузовика ГАЗ-62, предназначенного заменить на конвейере ГАЗ-63. В 1958 году в Горьком решили, что новая модель будет строиться по бескапотной схеме, но штампы для кабины уже были сделаны; их передали из Горького в Миасс. Таким образом новый УралЗИС начал напоминать заметно «подросший» в размерах ГАЗ-51, сохранив тем самым «нереализованную» внешность капотного варианта ГАЗ-62.
На заводе с 1956 по 1958 годы серийно выпускалась модернизированная модель УралЗИС-355, лишь незначительно отличавшаяся от предыдущей УралЗИС-5.
Новая машина Уральского автомобильного завода получила наименование «УралЗИС-355М» (модифицированная), хотя в действительности это была новая модель. Первые 20 экземпляров сошли с конвейера в декабре 1957 года, массовый выпуск начался 1 июля 1958 года. В 1961 году из названия машины исчезло слово «ЗИС» (хотя завод был переименован ещё в 1959 году); на боковинах вместо надписи «УралЗИС» появилась надпись «УралАЗ».
В процессе серийного производства в конструкцию УралЗИС-355М неоднократно вносились улучшения и изменения.
На шасси УралЗИС-355М выпускались автоцистерны для перевозки горючего, молока и воды. Их было изготовлено около тридцати шести тысяч экземпляров. Кроме того, выпускались поливомоечные машины, ассенизационные цистерны, передвижные компрессорные станции, лесовозы, фургоны и седельные тягачи на шасси этой модели. В 1958 году были выпущены небольшие партии полноприводной версии — УралЗИС-381 (большинство машин изготовлено в самосвальном исполнении и эксплуатировалось в Челябинске и Челябинской области) и самосвалов УралЗИС-358. В 1960 году Алма-Атинский ремонтно-сборочный завод построил на базе УралЗИС-355М оригинальный автобус вагонной компоновки вместимостью сорок пассажиров.
Автомобиль УралЗИС-355М преимущественно поставлялся в Казахстан (годы серийного выпуска по времени совпали с освоением целинных и залежных земель), регионы Сибири и Дальнего Востока. В центральные и западные районы СССР грузовик поступал в небольших количествах. В 1962 году небольшое количество экспортной версии Урал-355МЭ было поставлено в Финляндию и Афганистан.
За долгие годы эксплуатации УралЗИС-355М зарекомендовал себя как надёжная, неприхотливая машина, отличавшаяся большой грузоподъёмностью (официально считавшийся 3,5-тонным, автомобиль без проблем перевозил пять тонн, а по хорошей дороге — и шесть тонн грузов), тяговитостью (автомобили очень часто эксплуатировались с прицепом) и немалым по тем временам комфортом (все УралЗИСы-355М оснащались отопителем кабины; на ЗИС-150 его не было вовсе, на ГАЗ-51 их начали устанавливать с декабря 1956 года). Среди водителей автомобиль имел прозвища «Уралец», «Киргиз», «Захар».
Бортовые автомобили окрашивались в темно-зелёный, синий и голубой цвета. Машины, эксплуатировавшиеся в аэропортах Москвы, окрашивались в ярко-жёлтый цвет, капот при этом был красный.
Всего выпущено более 192 тысяч автомобилей. Заключительный экземпляр сошёл с конвейера 16 октября 1965 года (последние цистерны на базе Урал-355М были изготовлены Новотроицким заводом торгового машиностроения в январе 1966 года).

## Память
На данный момент[когда?]

 сохранилось 20 (по другим данным — 12) автомобилей (в том числе две автоцистерны), из которых два (выпуск 1959 года, Славгород Алтайского края и Смоленск) — в рабочем состоянии. Автоцистерна АЦПТ-2,2-355М «Молоко» на базе УралЗИС-355М представлена в Музее автомобильной техники УГМК.
Два экземпляра автомобиля УралЗИС-355М находятся в городе Миассе (Челябинская область): один — в музее завода УралАЗ, другой (на ходу, отреставрированный в подлинном виде) — у В. Ю. Юдина.
В 1978 году один Урал-355М установлен в качестве памятника в Русской Поляне Омской области России.
Автомобиль УралЗИС-355М снят в художественном кинофильме «Джентльмены удачи» (цементовоз с одноосным прицепом).

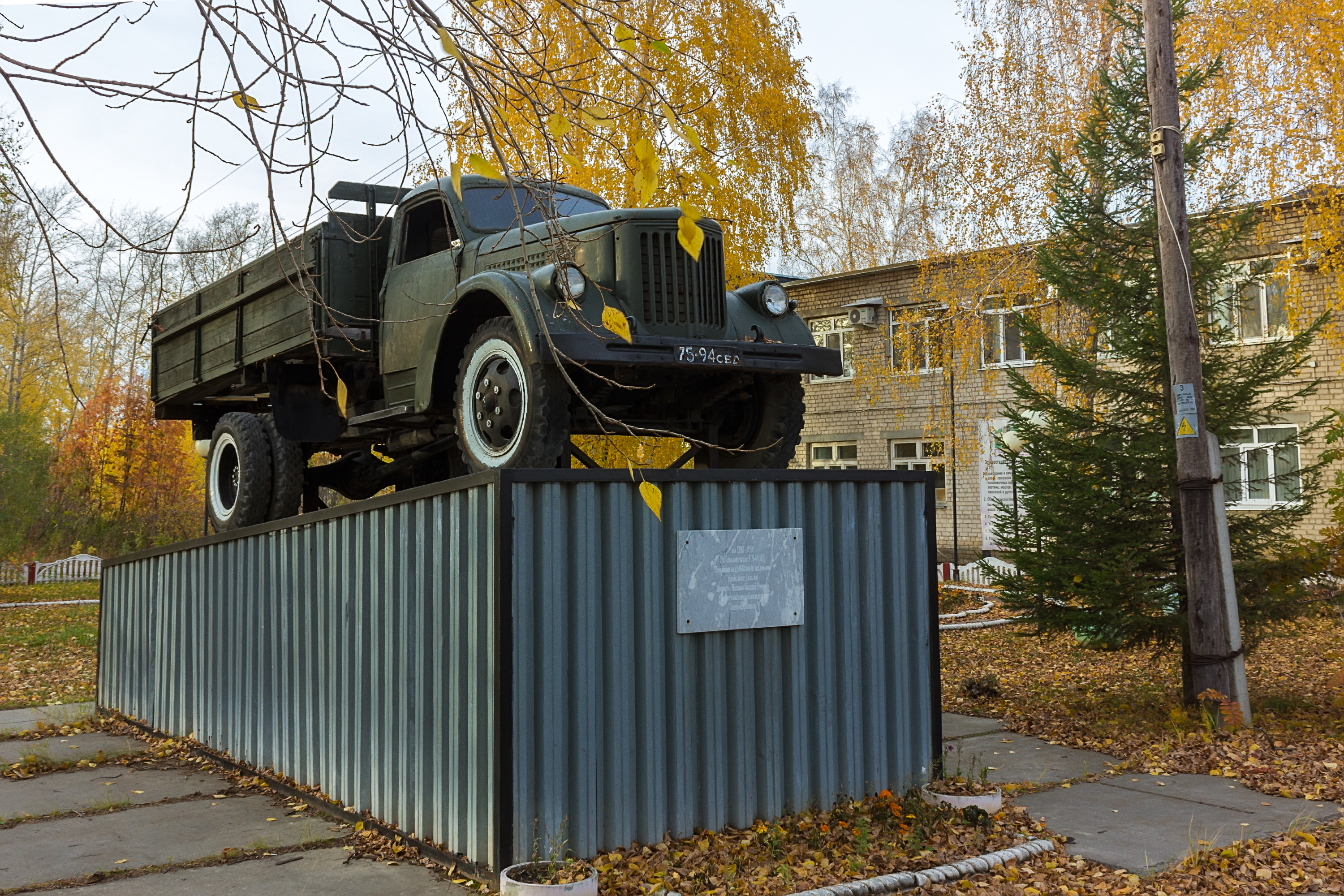

В 1988 году в Каменске-Уральском Свердловской области возле завода ОЦМ был установлен на постамент УралЗИС 355М.